# おはようリスナー阪本時彦です
おはようリスナー阪本時彦です（おはようリスナーさかもとときひこです）はMBSラジオのラジオ番組。1972年4月10日から1974年4月5日まで、平日の早朝に放送した。パーソナリティは阪本時彦（MBSアナウンサー(当時)）が務めた。

## 概要

### 放送開始までの経緯
『おはようパーソナリティ中村鋭一です』（ABCラジオ）が関西地方を中心に絶大な人気を得ていたことへの対抗策として放送を開始。「関西（滋賀県）出身で阪神ファン」の中村鋭一（ABCアナウンサー）に対して、「東京都出身で巨人ファン」の阪本がパーソナリティを務めることで差別化を図った。この様なスタンスで当番組を開始することについてはMBS局内で異論が続出。阪本は「ふっきれない部分を抱えたまま船出した」と言う。

### 内容・関連番組
当番組開始前のMBSラジオは『おはようパーソナリティ - 』を始める前のABCラジオと同じく、平日の早朝に箱番組を編成。自社制作番組は定時ニュース（『毎日ニュース』）と天気予報（『お天気のお知らせ』）を除くと『MBSセスナフライング情報』（セスナ社製ヘリコプターからの道路状況のリポートが主体の番組で1970年前後に平日の8:30 - 9:00で午前版を編成）など少数に留まっていた。
当番組の開始に際しては事前収録番組の一部（MBSが全国の民放ラジオ局で最初に放送を開始した「歌のない歌謡曲」など）を内包コーナー（箱番組）扱いで継続すること、お早うネットワーク等、7時台のNRN向け全国ニュースを企画ネット（本編をMBSで制作する）方式の『今朝の焦点～毎日ニュース～』として放送することで対応。このため、（企画ネット扱いのコーナーを含めて）ほぼ全編で生放送を行った『おはようパーソナリティ - 』と違い、出演者は複数の箱番組の合間を縫いながらのトークを余儀なくされた。
放送開始時間は7:15スタートの『おはようパーソナリティ - 』より早く、当初は6:15スタートだったが、1972年4月以降は7:00に繰り下げた。その一方で、放送期間中は『おはようパーソナリティ - 』と同じく、平日版とは別のパーソナリティを立てた土曜版を編成した。
最終的に『おはようパーソナリティ - 』の人気を切り崩すことは出来ず、2年間で放送を終了。MBSの社史では「後発の弱みもあって、健闘も及ばなかった」 とされている。

### 放送終了後の主な動き
MBSでは当番組の終了を機に平日8:00から『ありがとう浜村淳です』の放送を開始。1977年4月にパーソナリティを中村から道上洋三（ABCアナウンサーで日本大学における阪本の同期生）へ交代した『おはようパーソナリティ - 』との間で、在阪ラジオ局聴取率のトップ争いを長年に渡ってわ展開した。
『ありがとう浜村淳です』は放送50周年の節目に当たる2024年3月29日（金曜日）を以て、平日のレギュラー放送を終了。翌4月からは『ありがとう浜村淳です土曜日です』の週1回放送へ移行した。
平日の早朝（6・7時台）は生ワイド番組の自社制作から一時的に撤退後に前述の当番組の構成を継承する形で1975年11月3日から『斎藤努の700』（阪本の先輩アナウンサーである斎藤がパーソナリティを務める生ワイド番組として、月 - 木曜日の7:00 - 8:00に放送）を放送。2021年10月4日（月曜日）からはかつて平日のランチタイム（『ありがとう浜村淳です』平日版の後枠）→ 平日の夕方 → 月 - 木曜日の夕方に編成していた『上泉雄一のええなぁ!』を放送している。『歌のない歌謡曲』は『上泉雄一のええなぁ!』に「生放送中の1コーナー」として 7:30から放送したが、2023年9月29日（金曜日）を以て終了した。

## 出演者
- パーソナリティ
  - 阪本時彦 -  前述した経緯から、「巨人ファン」を公言。
- レギュラー
  - 上岡龍太郎 - 「阪神ファン」として知られていた。
- アシスタント
  - 松尾千里
  - 新田恭子
  - 平川純子